# Desideria et le Prince rebelle

Desideria et le Prince rebelle (Desideria e l'anello del drago) est une mini-série de fantasy italienne réalisée par Lamberto Bava et Andrea Piazzesi pour ANFRI S.R.L et Reteitalia en 1994. Elle est composée de deux parties de 1h39 et 1h34 respectivement (soit 3h13).

## Synopsis
Il s'agit d'une histoire merveilleuse qui se déroule dans un univers évoquant notre ère à l'époque médiévale : le Roi Dragon écrase toutes les révoltes qui se dressent devant lui afin de mieux asseoir son pouvoir. Or, on lui a prédit qu'il perdrait son trône et son pouvoir à cause d'un Prince Rebelle. Afin d'éviter cela, il se fait des plus cruels. Après une bataille, il trouve un bébé dans une forêt et décide de le ramener au palais pour l’élever avec sa fille aînée, Desideria. Desideria est sans cesse en conflit avec sa sœur adoptive Selvaggia et n'a pour seul confident que son pantin sourire, une petite peluche magique. Un jour, elle tombe amoureuse. C'est alors que les complications commencent vraiment... pour elle, mais également pour le Roi Dragon. 

## Fiche technique
- Titre original : Desideria e l'anello del drago
- Titre français : Desideria et le Prince rebelle
- Réalisation : Lamberto Bava et Andrea Paiazzesi
- Scénario : Gianni Romoli
- Musique : Amedeo Minghi
- Production : ANFRI srl
- Pays d'origine : Italie, lieu de tournage: République Tchèque, Italie, Maroc
- Durée : 3h13
- Genre : téléfilm de fantasy (conte)
- Date de sortie : 1994

## Distribution
- Anna Falchi : la princesse Desideria
- Sophie von Kessel : la princesse Selvaggia
- Joel Beeson : le prince Victor
- Franco Nero : le roi
- Stefania Sandrelli : la fée du Lac
- Billie Zockler : la nourrice
- Ute Christensen : la reine
- Karel Roden : le roi Lisandro
- Marek Vasut : le roi Karl
- Oldrich Bartik : Vecchio
- Nicol Stibrova : Desideria 5 ans
- Zuzana Ryborova : Desideria 10 ans
- Katarina Limomericka : Selvaggia 8 ans
- Jun Kolinsky : Victor 6 ans
- Vladimir Furdik : Sigismondo
- Stanislaw Sadko : Marlik
- Lubomir Misak : Farcel